# والبیسکا
والبیسکا یاوابیسکایک روستا در جزیره کرک کرواسی است و راه ارتباطی آن با شهر مِرج، توسط بزرگراه دی۱۰۴ و از طریق کشتی می‌باشد.